# Don't Look Up
Don't Look Up (literalment en català: «No miris amunt»)  és una pel·lícula estatunidenca de 2021, de ciència-ficció satírica, escrita, produïda, i dirigida per Adam McKay. És protagonitzada per Leonardo DiCaprio i Jennifer Lawrence com a dos astrònoms de baix nivell que intenten advertir a la humanitat, mitjançant una gira mediàtica, sobre un cometa que s'acosta i que destruirà la Terra. Rob Morgan, Jonah Hill, Mark Rylance, Tyler Perry, Ron Perlman, Timothée Chalamet, Ariana Grande, Scott Mescudi, Himesh Patel, Melanie Lynskey, Cate Blanchett i Meryl Streep completen el repartiment. La pel·lícula és un abordatge satíric de la crisi de canvi climàtic. Ariana Grande i Scott Mescudi també van col·laborar en la cançó "Just Look Up" com a part de la banda sonora de la pel·lícula.
Produïda per Hyperobject Industries i Bluegrass Films, la pel·lícula va tenir una estrena limitada a les sales de cinema el 10 de desembre de 2021, abans de la transmissió a Netflix el 24 de desembre de 2021. La pel·lícula va rebre crítiques mitjanament positives.

## Argument
Kate Dibiasky (Jennifer Lawrence), una estudiant de postgrau d'Astronomia, i el seu professor, el doctor Randall Mindy (Leonardo DiCaprio), descobreixen que un enorme meteorit s'està dirigint cap a la Terra, directe per col·lisionar. Els dos protagonistes, alertats, van directes a explicar-ho a les autoritats dels Estats Units, la presidenta Orlean (Meryl Streep) i el seu fill i director del gabinet, Jason (Jonah Hill), però aquests no els fan cas. Així doncs, decideixen començar una gira mediàtica per advertir a la humanitat de la fi del món des del programa matinal presentat per Brie (Cate Blanchett) i Jack (Tyler Perry). Tot i això, tant la resposta dels periodistes del programa com la de la societat tampoc no és receptiva. Els prenen per conspiradors i decideixen mirar cap a una altra banda. Com s'ho han de fer perquè la societat miri cap amunt?

## Repartiment
- Leonardo DiCaprio com a Randall Mindy, un astrònom i professor a la Universitat de Michigan[3]
- Jennifer Lawrence com a Kate Dibiasky, una astrònoma fent la recerca del doctorat.[3]
- Meryl Streep com a Presidenta Orlean[3]
- Cate Blanchett com a Brie Evantee, la telepresentadora
- Rob Morgan com a Teddy Oglethorpe, un científic que ajuda Dibiasky i Mindy en la seva recerca[3]
- Jonah Hill com a Jason Orlean, fill de la Presidenta Orlean i Cap de Gabinet[3]
- Mark Rylance com a Peter Isherwell, el multimilionari cap de l'empresa tecnològica BASH
- Tyler Perry com a Jack Bremmer, el telepresentador
- Timothée Chalamet com a Yule, el jove monopatinista
- Ron Perlman com a Benedict Drask
- Ariana Grande com a Riley Bina
- Scott Mescudi com a DJ Chello
- Himesh Patel com a Phillip
- Melanie Lynskey com a June Mindy
- Michael Chiklis com a Dan Pawketty
- Tomer Sisley com a Adul Grelio
- Paul Guilfoyle com a General Themes
- Robert Joy com a Congressista Tenant
- Robert Radochia com a Evan Mindy
- Conor Sweeney com a Marshall Mindy
- Ross Perdiu com a Keith Ollens
- Liev Schreiber com a Bash Narrador
- Sarah Silverman com a Sarah Benterman
- Jon Glaser com a Meow Home
- Chris Evans com a Devin Peters

## Producció

### Desenvolupament
El dia 8 de novembre de 2019, va ser anunciat que Paramount Pictures distribuiria la pel·lícula, amb Adam McKay escrivint, dirigint i produint sota la seva bandera Hyperobject Industries. El 19 de febrer de 2020, Netflix va adquirir la pel·lícula de Paramount. McKay va escriure el paper de Dibiasky específicament per a Jennifer Lawrence. Es va passar de quatre a cinc mesos repassant idees amb Leonardo DiCaprio, ajustant el guió abans que ell finalment signés.

### Càsting
El 19 de febrer de 2020 Jennifer Lawrance va ser seleccionada pel seu paper a la pel·lícula. El 12 de maig de 2020, es va anunciar que Cate Blanchett s'havia unit a la pel·lícula. El setembre de 2020, Rob Morgan es va unir al repartiment. L'octubre de 2020, es van afegir Leonardo DiCaprio, Meryl Streep, Jonah Hill, Himesh Patel, Timothée Chalamet, Ariana Grande, Scott Mescudi, Matthew Perry i Tomer Sisley. El novembre de 2020, Tyler Perry, Melanie Lynskey i Ron Perlman es van unir al repartiment. El desembre de 2020, Chris Evans es va unir al repartiment.

### Rodatge
El 19 de febrer de 2020, es va anunciar que el rodatge principal començaria l'abril de 2020. Tanmateix, es va retardar a causa de la pandèmia de la Covid-19. El rodatge va començar el 18 de novembre de 2020, a diverses ubicacions de Boston, Massachusetts. Una part de la pel·lícula està ambientada a la ciutat de Nova York amb Boston com a Nova York. La pel·lícula també es va rodar a altres ciutats de Massachusetts incloent-hi Brockton, Framingham, i Westborough. El 5 de febrer de 2021, Jennifer Lawrence va resultar ferida lleument durant el rodatge quan una explosió de vidre controlada va sortir malament. El 18 de febrer de 2021, el rodatge principal va finalitzar. Gina Gershon, Mark Rylance i Michael Chiklis van ser revelats com a part del repartiment el febrer del 2021. L'entrada de Paul Guilfoyle es va anunciar al maig del mateix any.

## Estrena
El 19 de febrer de 2020, va ser anunciat que Netflix planejava estrenar la pel·lícula el 2020. A causa de la pandèmia de la COVID-19, el rodatge i l'estrena de la pel·lícula van ser retardats. Està planificat que rebi una estrena limitada a les sales de cinema el 10 de desembre de 2021, i està previst que comenci a reproduir-se a Netflix el 24 de desembre de 2021.

## Recepció

### Resposta crítica
Al lloc web de l'agregador de ressenyes Rotten Tomatoes, el 55% de les 89 ressenyes són positives, amb una valoració mitjana de 6,4/10. El consens crític del lloc web diu: "Don't Look Up té un objectiu massa alt perquè les seves puntes disperses aterrin constantment, però la sàtira estrellada d'Adam McKay arriba al seu objectiu de la negació col·lectiva quadrada". Metacritic, que utilitza una mitjana ponderada, va assignar a la pel·lícula una puntuació de 52 sobre 100 basada en 32 crítics, indicant "crítiques mixtes o mitjanes".

### Premis
| Premi                          | Data de cerimònia     | Categoria                             | Destinatari(s)               | Resultats | Ref.   |
| ------------------------------ | --------------------- | ------------------------------------- | ---------------------------- | --------- | ------ |
| National Board of Review       | 3 de desembre de 2021 | Les Deu Millors Pel·lícules           | Don't Look Up                | Guanyador | [ 27 ] |
| Detroit Film Critics Society   | 6 de desembre de 2021 | Millor Pel·lícula                     | Don't Look Up                | Nominat   | [ 28 ] |
| Detroit Film Critics Society   | 6 de desembre de 2021 | Millor Director                       | Adam McKay                   | Nominat   | [ 28 ] |
| Detroit Film Critics Society   | 6 de desembre de 2021 | Millor Conjunt                        | Don't Look Up                | Nominat   | [ 28 ] |
| Detroit Film Critics Society   | 6 de desembre de 2021 | Millor Guió Original                  | Don't Look Up                | Guanyador | [ 28 ] |
| American Film Institute Awards | 7 de gener de 2022    | Les Deu Millors Pel·lícules de l'Any  | Don't Look Up                | Guanyador | [ 29 ] |
| Hollywod Critics Associations  | 8 de gener de 2022    | Millor Conjunt                        | Don't Look Up                | Pendent   | [ 30 ] |
| Critics' Choice Movie Awards   | 9 de gener de 2022    | Millor Imatge                         | Don't Look Up                | Pendent   | [ 31 ] |
| Critics' Choice Movie Awards   | 9 de gener de 2022    | Millor Comèdia                        | Don't Look Up                | Pendent   | [ 31 ] |
| Critics' Choice Movie Awards   | 9 de gener de 2022    | Millor Guió Original                  | Adam McKay and David Sirota  | Pendent   | [ 31 ] |
| Critics' Choice Movie Awards   | 9 de gener de 2022    | Millor Partitura                      | Nicholas Britell             | Pendent   | [ 31 ] |
| Critics' Choice Movie Awards   | 9 de gener de 2022    | Millor Cançó                          | "Just Look Up"               | Pendent   | [ 31 ] |
| Critics' Choice Movie Awards   | 9 de gener de 2022    | Millor Conjunt d'Actuació             | Repartiment de Don't Look Up | Pendent   | [ 31 ] |
| Golden Globe Awards            | 9 de gener de 2022    | Millor Pel·lícula - Musical o Comèdia | Don't Look Up                | Pendent   | [ 32 ] |
| Golden Globe Awards            | 9 de gener de 2022    | Millor Actor - Musical o Comèdia      | Leonardo DiCaprio            | Pendent   | [ 32 ] |
| Golden Globe Awards            | 9 de gener de 2022    | Millor Actriu - Musical o Comèdia     | Jennifer Lawrence            | Pendent   | [ 32 ] |
| Golden Globe Awards            | 9 de gener de 2022    | Millor Guió                           | Adam Mckay                   | Pendent   | [ 32 ] |
| AACTA International Awards     | 26 de gener de 2022   | Millor Actriu Secundària              | Cate Blanchett               | Pendent   | [ 33 ] |